# Stefano Cernotto

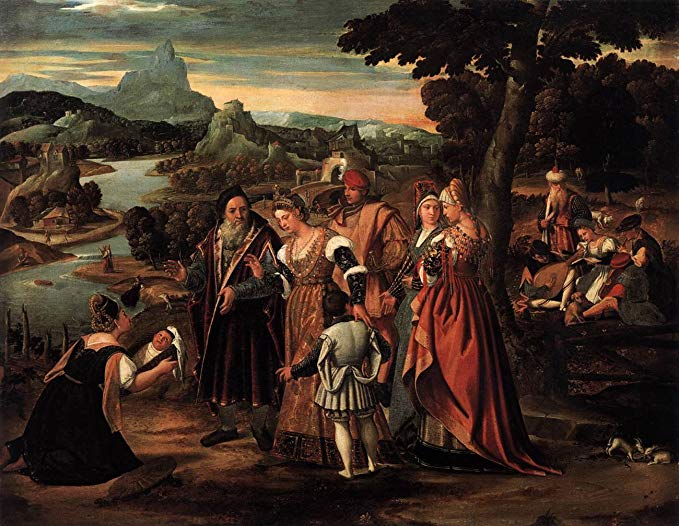
Alla ricerca di Mosè di Stefano Cernotto.

Stefano Cernotto il cui cognome alla nascita era probabilmente Cernotis o Zernotis (Arbe, ... – Venezia, prima del 1548) è stato un pittore italiano, di origine croata, floruit 1530-1542.

## Biografia
Di lui si conosceva pochissimo fino al 1902, quando furono scoperti alcuni documenti. Secondo queste fonti dell'epoca era nato a Arbe, una piccola isola appena al largo della costa croata che, a quel tempo, faceva parte della Repubblica di Venezia. Nel 1530, apparentemente già pittore, veniva documentato a Venezia, in quanto registrato come contribuente fiscale per conto di sua moglie Marina. Secondo gli stessi documenti avrebbe avuto un fratello monaco, di nome Gerolamo, che aveva avuto dei problemi con la giustizia della Serenissima. Fu questo suo fratello, probabilmente in prospettiva futura che, nel 1533, venne da lui nominato esecutore testamentario e rappresentante legale. Dai registri della Serenissima, nel 1548, la moglie Marina veniva descritta come vedova.
Inizialmente, l'unica opera che gli era stata attribuita riguardava tre dipinti che facevano parte di un progetto iniziato nel 1530 da Bonifacio Veronese al Palazzo dei Camerlenghi. Due dipinti erano sempre noti per essere suoi. Uno, originariamente considerato opera di Veronese, gli è stato riassegnato quando è stato scoperto il nome "Stefano", in lettere ebraiche, in un cartiglio. A partire da allora, una cinquantina di opere sono state identificate come sue con una sufficiente certezza. Molte delle sue opere erano state originariamente attribuite a Francesco Vecellio e Polidoro da Lanciano.
Vi sono alcune prove del fatto che lavorò per Tiziano negli anni 1520 ed era principalmente suo allievo piuttosto che di Veronese, come precedentemente creduto.